# Tamatia de Cassin
Notharchus ordii
Espèce
Statut de conservation UICN

 LC  : Préoccupation mineure
Le Tamatia de Cassin (Notharchus ordii) est une espèce d'oiseau de la famille des Bucconidae.
Cet oiseau vit de manière disparate en Amazonie.